# فوربونكر
فوربونكر أو المخبأ العلوي أو المخبأ الأمامي (بالألمانية: Vorbunker) عبارة عن هيكل خرساني تحت الأرض كان المقصود منه في البداية أن يكون ملجأ مؤقتًا من الغارات الجوية لأدولف هتلر وحراسه وخدمه. كان يقع خلف قاعة الاستقبال الكبيرة التي تمت إضافتها إلى مستشارية الرايخ القديمة. في برلين، ألمانيا سنة 1936. كان المخبأ يُسمى رسميًا "ملجأ الغارات الجوية لمستشارية الرايخ" حتى عام 1943، عندما تم توسيع المجمع بإضافة قبو الفوهرر، الذي يقع على مستوى واحد أسفل الفوربونكر. في 16 يناير 1945، انتقل هتلر إلى قبو الفوهرر. وانضم إليه كبار موظفيه، بما في ذلك مارتن بورمان. وفي وقت لاحق، انتقلت إيفا براون ويوزف غوبلز إلى قبو الفوهرر بينما أقامت زوجته ماغدا غوبلز وأطفالهما الستة في قبو الفوربونكر العلوي. وعاشت عائلة غوبلز في الفوربونكر حتى وفاتهم في الأول من مايو عام 1945.

## البناء
في عام 1933، قرر أدولف هتلر توسيع مستشارية الرايخ، والتي اعتبرها صغيرة جدًا بالنسبة لاحتياجاته. في 21 يوليو 1935، قدم ليونارد غال مخططات لقاعة إستقبال كبيرة (ويمكن استخدامها أيضًا كقاعة رقص) ليتم بناؤها على المستشارية القديمة. كانت الرسومات فريدة من نوعها بسبب القبو الكبير الذي يؤدي بعمق متر ونصف إلى مخبأ، والذي أصبح يعرف فيما بعد باسم فوربونكر.
كان سقف الفوربونكر يبلغ سمكه 1.6 متر، أي ضعف سمك المخبأ الموجود أسفل مبنى وزارة الطيران القريب. وكانت جدران الفوربونكر السميكة تدعم وزن قاعة الاستقبال العلوية. وكان لها ثلاث مداخل: من الشمال، من الغرب ومن الجنوب. تم الانتهاء من بنائه في عام 1936. وكان يضم 12 غرفة تتفرع من ممر واحد.
تم بناء قبو الفوهرر الإضافي من قبل شركة هوختيف كجزء من برنامج واسع النطاق للبناء تحت الأرض في برلين. تم الانتهاء منه بحلول عام 1944 وكان متصلاً بالفوربونكر عن طريق درج مثبت بزوايا قائمة (لم يكن درجًا حلزونيًا). يمكن إغلاق وفصل المخبأين عن بعضهما البعض بواسطة حاجز وباب فولاذي. وتم نشر تفاصيل لحراسة دائمة بجوار الباب الفولاذي. يقع قبو الفوهرر على بعد حوالي 8.5 متر أسفل حديقة مستشارية الرايخ القديمة، وعلى بعد 120 مترًا شمال مبنى مستشارية الرايخ الجديد في شارع الفوسشتراسه 6. وكان قبو الفوهرر يقع على بعد 2.5 متر أسفل الفوربونكر وإلى الغرب والجنوب الغربي منه. تم نقل أثاث ومستلزمات هتلر إلى قبو الفوهرر، وبحلول فبراير 1945، تم تزيينه بأثاث عالي الجودة مأخوذ من المستشارية، إلى جانب العديد من اللوحات الزيتية المؤطرة.

## الأحداث قبل وأثناء الحرب

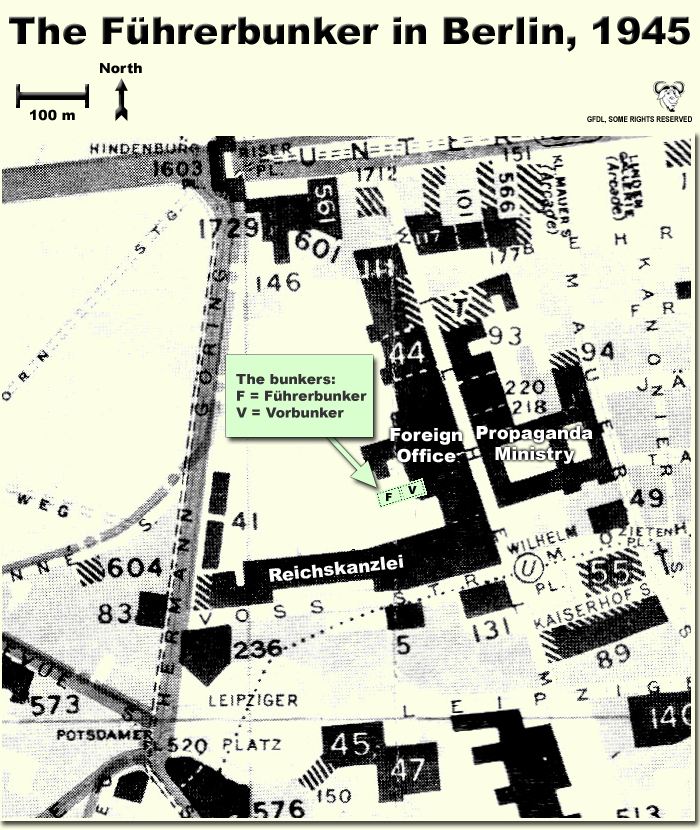
خريطة توضح مواقع قبو الفوهرر والفوربونكر في برلين، 1945.

جرت أول التدريبات على الغارات الجوية لمنطقة الحكومة المركزية في برلين، والتي شملت كذلك مستشارية الرايخ، في خريف عام 1937. وقد نص بروتوكول التدريبات، جزئيًا، على ما يلي:
لتنفيذ تدريبات الغارات الجوية، يلزم وجود تنظيم دقيق لمباني المكاتب الثلاثة، وهن : فيلهيلم شتراسه 77، فيلهيلم شتراسه 78 وفوس شتراسه 1 .... يمكن للمسؤولين والمقيمين في فيلهيلم شتراسه 78 وفوس شتراسه 1 الذهاب إلى الملاجئ البديلة الموجودة هناك. بينما سيستخدم سكان مبنى مستشارية الرايخ، فيلهيلم شتراسه 77، الملجأ الموجود أسفل قاعة الرقص (الفوربونكر).
كان السكان الوحيدون الموجودون في فيلهيلم شتراسه 77 هم هتلر وحراسه الشخصيين ومساعديه ومنظميه وخدمه. وغير معروف ما إذا كان قد تم استخدام الفوربونكر قبل يناير 1945. نقل هتلر مقره الرئيسي إلى قبو الفوهرر في برلين في 16 يناير 1945، حيث بقي هناك مع سكرتيره الخاص المؤثر، الرايخسليتر مارتن بورمان وآخرين، حتى نهاية أبريل. بعد ذلك، تم استخدام الفوربونكر من قبل العديد من الضباط العسكريين وكذلك لإيواء رجال من الحرس الشخصي لهتلر. وفي أبريل 1945، مع إحتدام معركة برلين، أظهر جوزيف غوبلز دعمه القوي لهتلر من خلال نقل عائلته إلى الفوربونكر. حيث خصص غرفة له في قبو الفوهرر والتي أخلاها مؤخرًا طبيب هتلر الشخصي، تيودور موريل. وتم استخدام غرفتين في الفوربونكر لتخزين إمدادات الغذاء. قامت كونستانزه مانزيارلي، الطباخة وإخصائية التغذية الشخصية لهتلر، بإعداد وجبات الطعام في المطبخ المجهز بثلاجة ومخزن للنبيذ.
في مساء يوم 1 مايو 1945، رتب غوبلز لطبيب أسنان قوات الأمن الخاصة، هيلموت كونز، لحقن أطفاله الستة بالمورفين بحيث يمكن سحق أمبولة من السيانيد في أفواههم عندما يكونون فاقدين للوعي. أدلى كونز لاحقًا أنه أعطى الأطفال حقن المورفين فقط، لكن ماغدا غوبلز والإس إس أوبرستورمبانفورير لودفيغ شتومفيغر (طبيب هتلر الشخصي) هو من قام بإعطاء السيانيد.
بعد ذلك، صعد غوبلز وزوجته الدرج إلى سطح الأرض ثم من خلال مخرج الطوارئ في قبو الفوهرر إلى الحديقة التي تعرضت للقصف خلف مستشارية الرايخ. هناك عدة روايات مختلفة عما حدث بعد ذلك. ووفقاً لإحداهما، أطلق غوبلز النار على زوجته ثم أطلق النار على نفسه. وحسب رواية أخرى هي أن كل منهم إبتلع أمبولة السيانيد وتم إعطاؤهم رصاصة الرحمة بعد ذلك مباشرة من قبل مساعد غوبلز في قوات الأمن الخاصة، غونتر شفاغرمان. شهد غونتر شفيغرمان لاحقًا، في عام 1948 أن غوبلز وزوجته ساروا أمامه فوق الدرج وخرجوا إلى حديقة المستشارية. وانتظر على السلالم وسمع صوت الطلقات. ثم صعد شفاجرمان الدرج المتبقي وبمجرد خروجه رأى جثثهم الهامدة. وبأمر من غوبلز مسبقًا، طلب شفاغرمان من جندي من قوات الأمن الخاصة إطلاق عدة طلقات على جسد غوبلز، الذي لم يتحرك. ثم تم صب البنزين على الجثث وإحراقها، وكانت البقايا محترقة جزئيا فقط ولم يتم دفنها.
في الساعة 01:00 يوم 2 مايو، التقط السوفييت رسالة إذاعية من فيلق الدبابات بانزر 56 تطلب منهم وقف إطلاق النار ويذكر أن المبعوثين للرسالة سيأتون تحت العلم الأبيض إلى جسر بوتسدام. وفي وقت مبكر من صباح يوم 2 مايو، إستولى السوفييت على مستشارية الرايخ. إستسلم جنرال المدفعية هيلموث فايدلينج، قائد منطقة الدفاع في برلين، مع جنوده في الساعة 06:00. هناك في الاسفل في قبو الفوهرر، إنتحر رئيس القيادة العليا للجيوش الألمانية الجنرال هانز كريبس والمساعد العام لهتلر فيلهلم بورغدورف برصاصة في الرأس. وبقي الميكانيكي الكهربائي الرئيسي لمجمع المخبأ، يوهانس هنتشيل في المخبأ بعد أن إنتحر الجميع أو غادروا، حيث كان المستشفى الميداني في مستشارية الرايخ مازال يحتاج إلى الطاقة والمياه. وإستسلم هنتشيل للجيش الأحمر عندما دخلوا مجمع المخبأ في الساعة 09:00 يوم 2 مايو. تم اكتشاف جثث أطفال غوبلز الستة في 3 مايو. حيث تم العثور عليهم في أسرَّتهم في الفوربونكر؛ وظهرت علامة السيانيد الواضحة على وجوههم.

## الاحداث ما بعد الحرب
بين عامي 1945 و1949 قام السوفييت بتسوية أنقاض مبنيي المستشارية كجزء من جهودهم لتدمير معالم ألمانيا النازية. وقد نجت معظم أجزاء مجمع المخبأ، على الرغم من أن بعض المناطق غمرتها المياه جزئيًا. في ديسمبر 1947، حاول السوفييت تفجير المخابئ، لكن الجدران العازلة فقط هي التي تضررت. وفي عام 1959، بدأت حكومة ألمانيا الشرقية سلسلة من عمليات هدم المستشارية، بما في ذلك مجمع المخابئ. في عام 1974، تم ضخ 1500 لتر من المياه من داخل المخابئ، وأجرى شتازي ألمانيا الشرقية مسحًا للجزء الداخلي من الفوربونكر وأخذ قياسات خارجية لقبو الفوهرر. ونظرًا لأن المكان كان بالقرب من جدار برلين، فقد كان الموقع غير متطور ومهملًا حتى بعد إعادة التوحيد.
أثناء تشييد مساكن سكنية ومباني أخرى في موقع المخبأ في 1988-1989، تم الكشف عن عدة أقسام تحت الأرض من مجمع المخبأ من قبل طاقم العمل. وفي أبريل 1988، سمحت حكومة ألمانيا الشرقية للمصورين الصحفيين بعدة زيارات للموقع. وتم ضخ المياه من داخل الفوبونكر إلى الخارج لمدة أربعة أيام قبل أن يتم الوصول إليها عبر الممر الموجود تحت الأرض القادم من المستشارية. كانت الأرضية الداخلية للفوربونكر مغطاة بالحمأة الموحلة نتيجة لبقائها تحت الماء لسنوات عديدة. وتم العثور على زجاجات نبيذ فارغة قديمة على أرضية المطبخ وغرفة تخزين النبيذ. ولا تزال الإطارات المكسورة للأسِرَّة ذات الطابقين التي كان يستخدمها أطفال غوبلز موجودة في الغرفة المجاورة للمطبخ. في نهاية الردهة كانت هناك سلالم تؤدي إلى قبو الفوهرر. لكن ومع ذلك، لم يتمكن الرجال من الذهاب هناك وإلى أبعد من منتصف المنطقة المتاحة، حيث كان مخبأ الفوهرر لا يزال تحت الماء وانهار السقف خلف المدخل بسبب عمليات الهدم التي أجريت في عام 1947. بعد عمليات الاستكشاف هذه، قامت أطقم العمل في الغالب بإزالة وتدمير مجمع المخابئ. كانت الجدران العلوية والخارجية للفوربونكر هي أول الهياكل التي تم هدمها. وكان تشييد المباني السكنية في المنطقة المحيطة بمجمع المخابئ بمثابة إستراتيجية لضمان بقاء المناطق المحيطة مجهولة وغير ملحوظة. كانت منطقة خروج الطوارئ لقبو الفوهرر (التي كانت موجودة في حدائق المستشارية) قد حل محلها موقف سيارات.

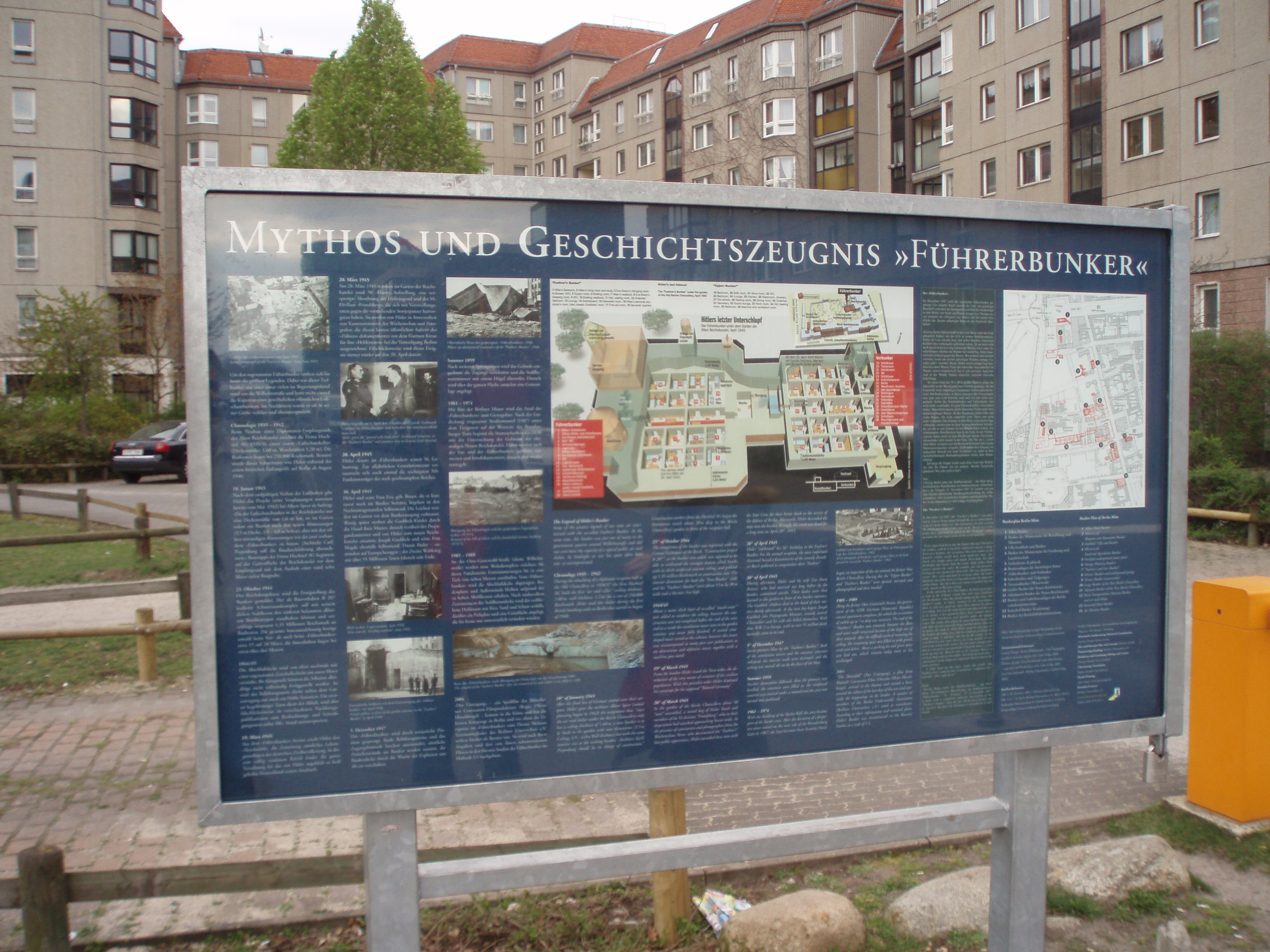
موقع لائحة مجمع المخبأ عام 2007.

في 8 يونيو 2006، أثناء فترة الاحتفالات التي سبقت نهائيات كأس العالم لكرة القدم 2006، تم تركيب لوحة معلومات لتحديد موقع مجمع المخبأ. يمكن العثور على اللوحة هذه، بما في ذلك الرسم التخطيطي للمخبأ، في زاوية شارع "In den Ministergärten" وشارع "Gertrud-Kolmar-Straße"، وهما شارعين صغيرين على بعد حوالي ثلاث دقائق سيراً على الأقدام من ساحة بوتسدام.
كان الحارس الشخصي لهتلر، روشوس ميش، أحد آخر الأشخاص الذين كانوا على قيد الحياة في المخبأ وقت انتحار هتلر، حاضراً في هذا الحفل.

### الإستشهادات
1. ↑  Lehrer 2006، صفحات 117, 119.
2. ↑  Beevor 2002، صفحات 278, 380, 381.
3. 1 2  Lehrer 2006، صفحة 117.
4. ↑  Lehrer 2006، صفحات 117, 121, 122.
5. ↑  McNab 2014، صفحة 28.
6. ↑  Lehrer 2006، صفحات 121–123.
7. ↑  Mollo 1988، صفحة 28.
8. 1 2  Lehrer 2006، صفحة 123.
9. ↑  Kershaw 2008، صفحات 901, 902.
10. ↑  Fischer 2008، صفحات 42, 43.
11. ↑  Lehrer 2006، صفحة 119.
12. ↑  Kershaw 2008، صفحة 894.
13. ↑  Mollo 1988، صفحة 30.
14. ↑  Joachimsthaler 1999، صفحة 48.
15. ↑  Stavropoulos 2009، صفحة 82.
16. 1 2  Beevor 2002، صفحات 380, 381.
17. 1 2  Beevor 2002، صفحة 381.
18. 1 2  Joachimsthaler 1999، صفحة 52.
19. ↑  Beevor 2002، صفحات 387, 388.
20. ↑  Dollinger 1997، صفحة 239.
21. ↑  Beevor 2002، صفحة 387.
22. ↑  Joachimsthaler 1999، صفحات 286, 288.
23. ↑  Joachimsthaler 1999، صفحة 287.
24. ↑  Beevor 2002، صفحة 398.
25. ↑  Mollo 1988، صفحات 48, 49.
26. ↑  Mollo 1988، صفحات 49, 50.
27. 1 2  Mollo 1988، صفحات 46, 48, 50–53.
28. ↑  Mollo 1988، صفحة 50.
29. ↑  Mollo 1988، صفحات 50, 51.
30. ↑  Mollo 1988، صفحة 52.
31. ↑  Kellerhoff 2004، صفحات 120, 121.
32. ↑  Kellerhoff 2004، صفحات 27, 28.
33. ↑  Kellerhoff 2004، صفحة 27.
34. ↑  Der Spiegel 2006.